# 查查波亚斯 (秘鲁)

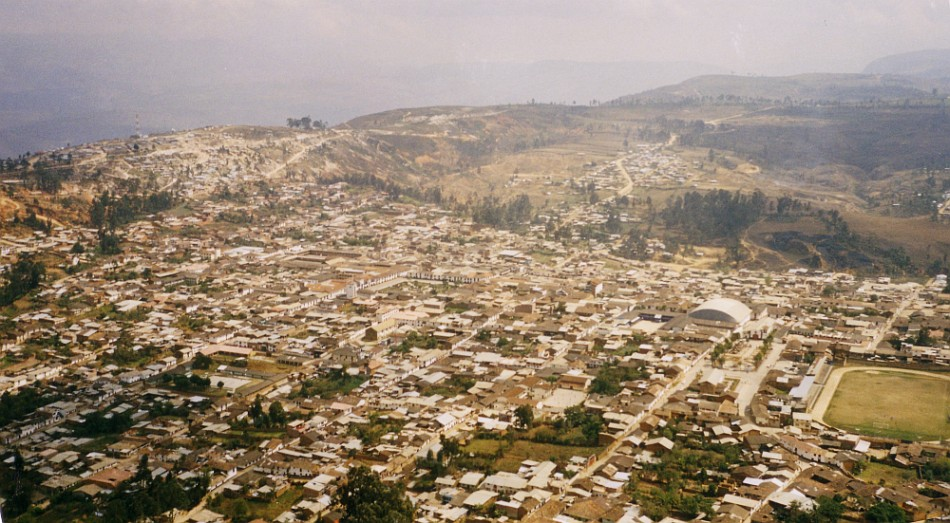
查查波亞斯

查查波亚斯位于秘鲁西北部亞馬遜大區的一座城市，是查查波亞斯省和亞馬遜大區的首府。该市座落於安地斯山脈東坡，馬拉尼翁河支流乌特库班巴河谷地中，平均约海拔2334公尺。根據2017年全國人口普查數據，該市人口為32,026人。

## 名稱
查查波亞斯（Chachapoyas）源自當地原住民的萨查普约斯語，意思是“霧中之人”。這個名字來源於通常覆蓋在城市附近乌尔科山的濃霧，儘管其他學者聲稱它源於艾馬拉語的chacha（人）和phuyu（雲）這兩個詞。

## 历史
查查波亞斯地區曾是查查波亞文化的搖籃，15世紀曾受印加帝國統治。印加內戰期間，該地區一直處於動盪的無政府狀態，直到1535年西班牙探險家阿隆索·德·阿尔瓦拉多（Alonso de Alvarado）到來。以「拉弗龍特拉·德洛斯查查波亞斯」（San Juan de la Frontera de los Chachapoyas）的名稱建立了這座城市。至今仍保存下來的武器廣場和鵝卵石小街道的歷史可以追溯到那個時代。
1821年，秘魯愛國者擊敗了那裡的保皇黨，立即將其確立為（1832年）第一批省份之一的首府。但這座城市的建築仍保留著殖民時期的特色。
查查波亞文化的後裔被帶到各個城鎮，因歷史和事件而聞名的小鎮是哈爾卡（Jalca）小鎮。據說這些查查波亞人為了逃離了西班牙人的虐待，來到了卡哈馬卡大區，他們目前居住在庫特爾沃省克羅科蒂略區。
查查波亞斯由阿隆索·德·阿爾瓦拉多於1538年9月5日建立。它是秘魯最古老的城市之一，也是少數仍保持莊嚴氣氛和西班牙殖民特色的城市之一。蘭花、甘蔗、咖啡、鬥雞和精緻美食的土地，足以讓每個來到這裡的人留下深刻的印象。

### 伊戈斯·烏爾科戰役
查查波亞斯的居民加入了秘魯獨立的事業。1821年4月，他們支持聖馬丁解放軍的行動，無視西班牙當局，流放了反對獨立的副代表弗朗西斯科·巴克達諾和梅納斯主教伊波利托·桑切斯。
1821年6月6日，在秘魯獨立事業中，伊戈斯·烏爾科戰役在查查波亞斯市伊戈斯·烏爾科的拉斯潘帕斯爆發。莫約班巴的軍事首領何塞·馬托斯上校組織了一支600人的軍隊來襲擊愛國者。西班牙人的組織和紀律對那些沒有受過訓練或沒有軍事知識的愛國者來說毫無用處。
保皇黨軍隊以遊擊隊的形式部署，並得到兩門輕型加農砲的火力支援。愛國者們徒步抵抗進攻，用刀進行肉搏戰。當兩派發生衝突時，由於擔心西班牙人的數量優勢會佔上風，人們集體湧入戰場，用盡一切手段擊退保皇黨。保皇派在遭受大量傷亡後，向莫約班巴潰退，並被追至名為本塔納斯的地方，在那裡發生了第二次衝突。
在希戈斯·烏爾科，何塞·菲利克斯·卡斯楚中尉（來自特魯希略）、弗朗西斯科·薩拉斯（智利）和埃瓦里斯托·塔富爾（來自查查波亞諾）中尉脫穎而出。亞馬遜女性的代表人物是女英雄馬泰亞（Matea）或馬蒂亞薩·里馬奇（Matiaza Rimachi），她作為伊戈斯·烏爾科的女英雄而流傳後世。還有一個版本的說法是，唐何塞·波托卡雷羅在戰鬥中，利用西班牙人的疏忽，將大砲調轉方向，將敵軍打飛。超過200名保皇黨人和37名愛國者在此戰鬥中喪生。
馬蒂亞薩·里馬奇（Matiaza Rimachi） 為當今秘魯領土的獨立而奮鬥，今天被認為是亞馬遜和秘魯土著婦女的英雄主義和勇氣無可辯駁的表現。 她和其他人一樣，都是秘魯獨立歷史上無名的英雄。
同一天，即6月6日，在伊戈斯·烏爾科獲勝後，查查波亞斯正式宣布獨立。如今，馬蒂亞薩·里馬奇被認為是秘魯土著婦女英雄主義的榮耀和典範。

## 地理
查查波亞斯海拔2,483公尺，位於秘魯西北部，靠近烏特庫班巴河。
該市距離佩德羅·魯伊斯·加略56公里，距離莫約班巴236公里，距離奇克拉約441公里，經奇克拉約距離利馬1222公里，僅需21小時即可抵達。

## 风景名胜
- 独立广场，位于市区东部。广场上有纪念伊戈斯·烏爾科战役中查查波亚斯英雄的纪念碑。